# Agoli-Agbo

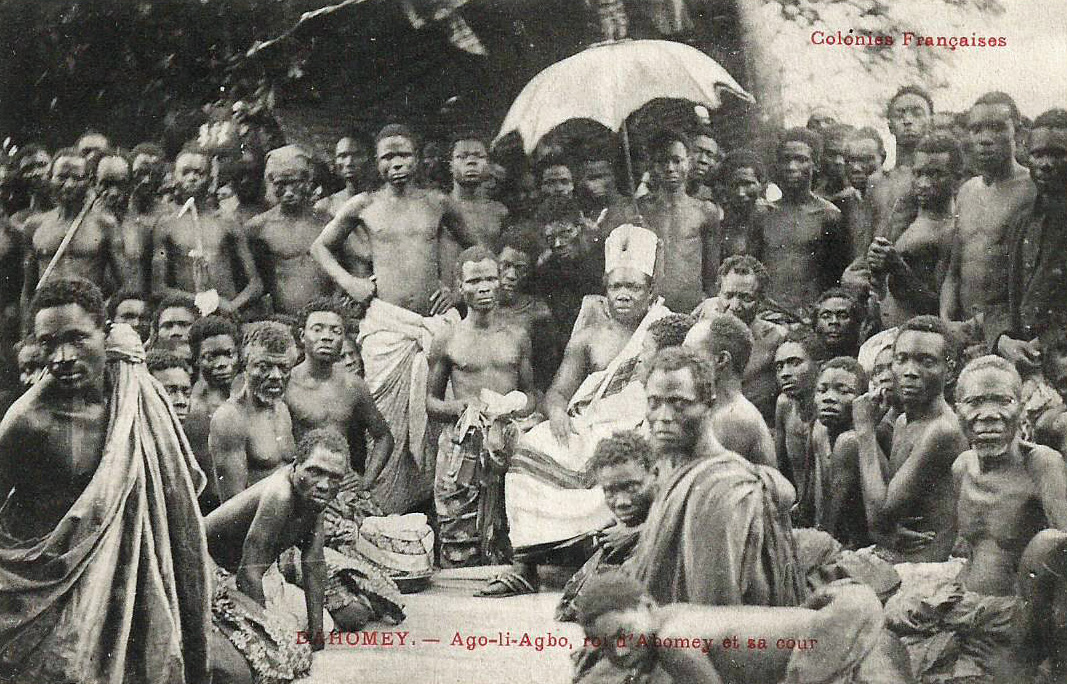
Agoli-Agbo (Mitte) vor 1900

Agoli-Agbo (eigentlich Gucili, * 1855 oder 1856; † 1940) war der letzte König von Dahomey.

## Leben
Nachdem die Franzosen im zweiten Dahomeykrieg im Januar 1894 den amtierenden König Behanzin besiegt hatten und dieser ins Exil ging, suchten sie in der Königsfamilie ein Mitglied, das als Nachfolger ein französisches Protektorat über das Königreich legalisierte. Diese Aufgabe übernahm mit Gucili ein Sohn Glélés und damit Bruder Behanzins, der bei seiner Krönung den Namen Agoli-Agbo (deutsch Die Dynastie ist nicht gestürzt) annahm. Er herrschte, ihm zur Seite stehend ein französischer Vizekönig, formal bis 1900. Als die Franzosen ab diesem Zeitpunkt die direkte Kontrolle übernahmen, ging er bis 1910 ins Exil. Danach durfte er zurückkehren, stand in der Region Savalou aber unter Hausarrest. Ab 1925 lebte er bis zu seinem Tod 1940 im Alter von 85 Jahren als privater Bürger in Abomey.

## Galerie

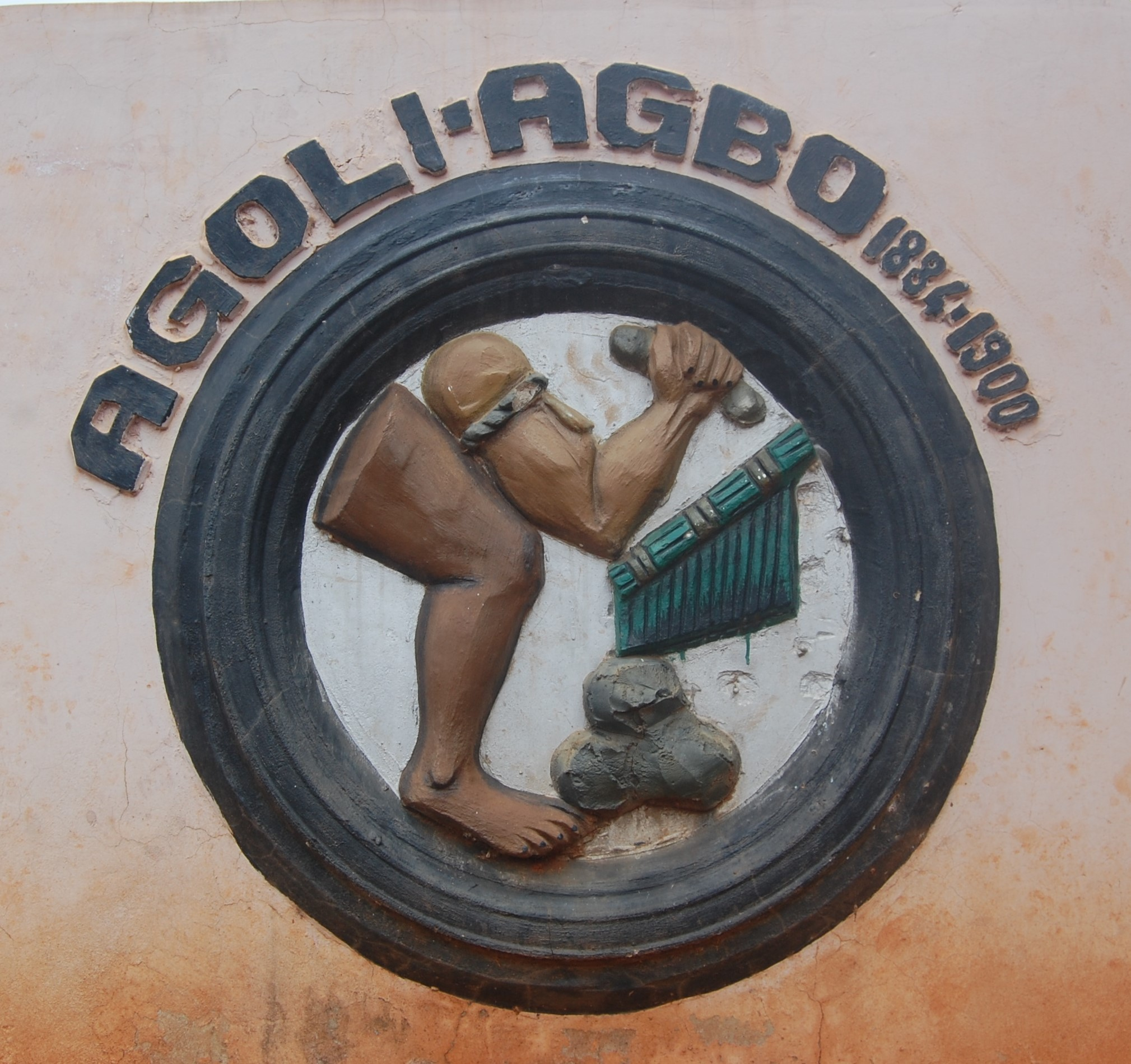
Königliche Symbole von Agoli-Agbo
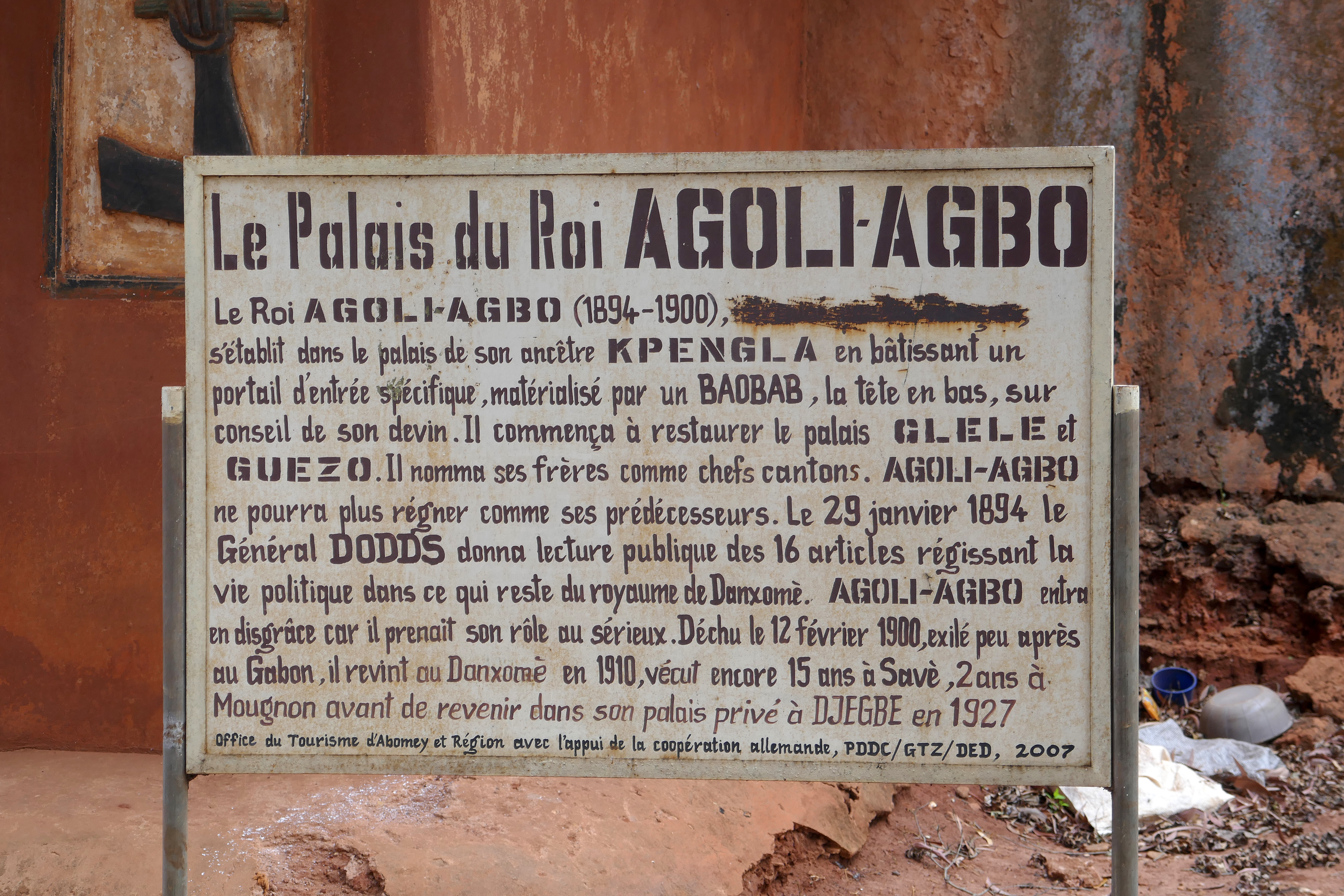
Schild vor dem Königspalast
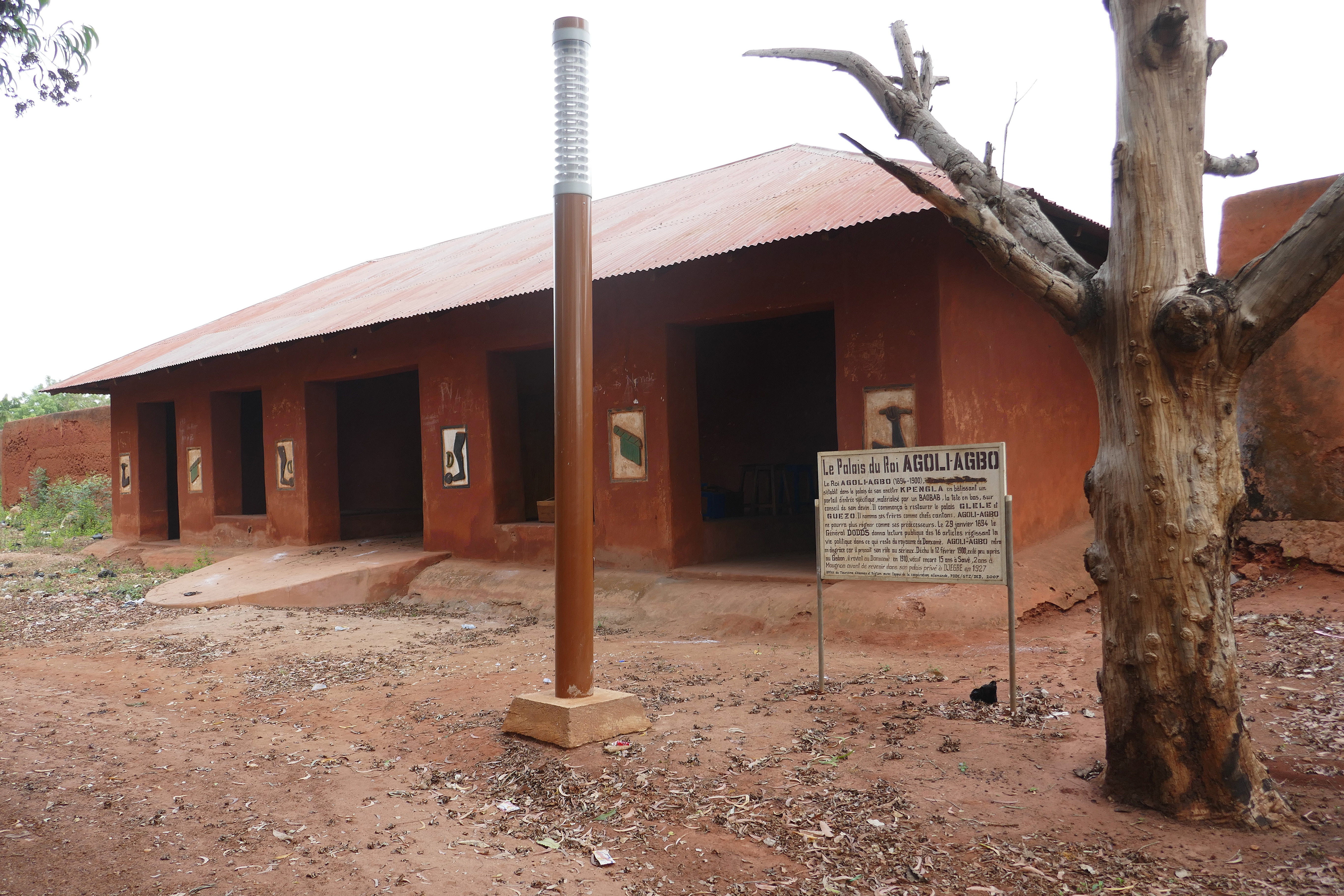
Königspalast Agoli-Agbos in Abomey